# Campionato nordamericano maschile under 21 di pallavolo 2014
Il Campionato nordamericano maschile under 21 di pallavolo 2014 si è svolto dal 29 luglio al 3 agosto a San Salvador, a El Salvador: al torneo hanno partecipato dieci squadre nazionali Under-21 nordamericane e la vittoria finale è andata per la quinta volta a Cuba.

## Impianti
|                                                                            |  |  |
|                                                                            |  |  |
| Palacio de los Deportes Città: San Salvador Capienza: - Anno d'apertura: - |  |  |

## Regolamento

### Formula
Le squadre hanno disputato una prima fase a gironi con formula del girone all'italiana; al termine della prima fase:
- Le migliori due prime classificate alla fase a gironi hanno acceduto alla fase finale per il primo posto, strutturata in quarti di finale, a cui hanno partecipato solo la peggior prima classificata e le seconde classificate, semifinali, finale per il terzo posto e finale.
- Le due peggiori terze classificate alla fase a gironi hanno acceduto alla finale per il nono posto.
- Le due eliminate ai quarti di finale hanno acceduto alla finale per il quinto posto.
- La migliore terza classificata alla fase a gironi ha acceduto alla finale per il settimo posto, dove ha incontrato la vincente della finale per il nono posto.

### Criteri di classifica
Se il risultato finale è stato di 3-0 sono stati assegnati 5 punti alla squadra vincente e 0 a quella sconfitta, se il risultato finale è stato di 3-1 sono stati assegnati 4 punti alla squadra vincente e 1 a quella sconfitta, se il risultato finale è stato di 3-2 sono stati assegnati 3 punti alla squadra vincente e 2 a quella sconfitta.
L'ordine del posizionamento in classifica è stato definito in base a:
- Numero di partite vinte;
- Punti;
- Ratio dei set vinti/persi;
- Ratio dei punti realizzati/subiti;
- Risultati degli scontri diretti.

## Squadre partecipanti
| Squadra     | Qualificazione      | Ultima partecipazione |
| ----------- | ------------------- | --------------------- |
| Barbados    | -                   | ?                     |
| Canada      | -                   | Stati Uniti 2012      |
| Cuba        | -                   | Canada 2010           |
| El Salvador | Paese organizzatore | El Salvador 2008      |
| Honduras    | -                   | Stati Uniti 2012      |
| Messico     | -                   | Stati Uniti 2012      |
| Nicaragua   | -                   | ?                     |
| Porto Rico  | -                   | Stati Uniti 2012      |
| Saint Lucia | -                   | Canada 2010           |
| Stati Uniti | -                   | Stati Uniti 2012      |

## Torneo

### Fase a gironi
| Girone A    | Girone B    | Girone C    |
| ----------- | ----------- | ----------- |
| Barbados    | Canada      | Cuba        |
| El Salvador | Porto Rico  | Messico     |
| Honduras    | Saint Lucia | Nicaragua   |
|             |             | Stati Uniti |

#### Girone A

##### Risultati
| 29 luglio 2014 Palacio de los Deportes, San Salvador Durata: 1h:44 - Spettatori: 500 | Barbados    | 3 - 1 | El Salvador | 25-21, 15-25, 25-17, 25-20 |
| 30 luglio 2014 Palacio de los Deportes, San Salvador Durata: 1h:53 - Spettatori: 250 | Honduras    | 1 - 3 | Barbados    | 25-22, 18-25, 22-25, 19-25 |
| 31 luglio 2014 Palacio de los Deportes, San Salvador Durata: 1h:50 - Spettatori: 800 | El Salvador | 3 - 1 | Honduras    | 22-25, 25-21, 25-23, 25-19 |

##### Classifica
| Pos | Squadra     | Pt | G | V | P | SV  | SP  | Ratio | PF | PS | Ratio |
| --- | ----------- | -- | - | - | - | --- | --- | ----- | -- | -- | ----- |
| 1   | Barbados    | 8  | 2 | 2 | 0 | 187 | 167 | 1.120 | 6  | 2  | 3.000 |
| 2   | El Salvador | 5  | 2 | 1 | 1 | 180 | 178 | 1.011 | 4  | 4  | 1.000 |
| 3   | Honduras    | 2  | 2 | 0 | 0 | 172 | 194 | 0.887 | 2  | 6  | 0.333 |

#### Girone B

##### Risultati
| 29 luglio 2014 Palacio de los Deportes, San Salvador Durata: 1h:11 - Spettatori: 200 | Porto Rico  | 3 - 0 | Saint Lucia | 25-10, 25-15, 25-12               |
| 30 luglio 2014 Palacio de los Deportes, San Salvador Durata: 1h:01 - Spettatori: 150 | Saint Lucia | 0 - 3 | Canada      | 10-25, 7-25, 8-25                 |
| 31 luglio 2014 Palacio de los Deportes, San Salvador Durata: 2h:30 - Spettatori: 200 | Canada      | 3 - 2 | Porto Rico  | 25-23, 25-27, 25-23, 23-25, 15-10 |

##### Classifica
| Pos | Squadra     | Pt | G | V | P | SV  | SP  | Ratio | PF | PS | Ratio |
| --- | ----------- | -- | - | - | - | --- | --- | ----- | -- | -- | ----- |
| 1   | Canada      | 8  | 2 | 2 | 0 | 188 | 133 | 1.414 | 6  | 2  | 3.000 |
| 2   | Porto Rico  | 7  | 2 | 1 | 1 | 183 | 150 | 1.220 | 5  | 3  | 1.667 |
| 3   | Saint Lucia | 0  | 2 | 0 | 2 | 62  | 150 | 0.413 | 0  | 6  | 0.000 |

#### Girone C

##### Risultati
| 29 luglio 2014 Palacio de los Deportes, San Salvador Durata: 1h:15 - Spettatori: 150 | Stati Uniti | 3 - 0 | Nicaragua | 25-12, 25-13, 25-20        |
| 29 luglio 2014 Palacio de los Deportes, San Salvador Durata: 1h:55 - Spettatori: 500 | Messico     | 1 - 3 | Cuba      | 17-25, 13-25, 25-23, 16-25 |
| 30 luglio 2014 Palacio de los Deportes, San Salvador Durata: 1h:12 - Spettatori: 100 | Messico     | 0 - 3 | Nicaragua | 11-25, 19-25, 11-25        |
| 30 luglio 2014 Palacio de los Deportes, San Salvador Durata: 1h:21 - Spettatori: 700 | Stati Uniti | 0 - 3 | Cuba      | 13-25, 16-25, 18-25        |
| 31 luglio 2014 Palacio de los Deportes, San Salvador Durata: 1h:04 - Spettatori: 100 | Cuba        | 3 - 0 | Nicaragua | 25-6, 25-10, 25-11         |
| 31 luglio 2014 Palacio de los Deportes, San Salvador Durata: 1h:45 - Spettatori: 350 | Stati Uniti | 3 - 1 | Messico   | 25-18, 25-21, 17-25, 25-11 |

##### Classifica
| Pos | Squadra     | Pt | G | V | P | SV  | SP  | Ratio | PF | PS | Ratio |
| --- | ----------- | -- | - | - | - | --- | --- | ----- | -- | -- | ----- |
| 1   | Cuba        | 14 | 3 | 3 | 0 | 248 | 145 | 1.710 | 9  | 1  | 9.000 |
| 2   | Stati Uniti | 9  | 3 | 2 | 1 | 214 | 195 | 1.097 | 6  | 4  | 1.500 |
| 3   | Messico     | 7  | 3 | 1 | 2 | 221 | 231 | 0.957 | 5  | 6  | 0.833 |
| 4   | Nicaragua   | 0  | 3 | 0 | 3 | 113 | 225 | 0.502 | 0  | 9  | 0.000 |

### Fase finale
|  | Quarti      | Quarti      |        |             | Semifinali         | Semifinali         |  |  | Finale 1º/2º posto | Finale 1º/2º posto |
|  |             |             |        |             |                    |                    |  |  |                    |                    |
|  |             |             |        |             |                    |                    |  |  |                    |                    |
|  |             |             |        |             |                    |                    |  |  |                    |                    |
|  | -           | -           |        |             |                    |                    |  |  |                    |                    |
|  | -           | -           |        |             |                    |                    |  |  |                    |                    |
|  | -           | -           |        |             |                    |                    |  |  |                    |                    |
|  | -           | -           | Cuba   | 3           |                    |                    |  |  |                    |                    |
|  |             |             | Cuba   | 3           |                    |                    |  |  |                    |                    |
|  |             | Porto Rico  | 0      |             |                    |                    |  |  |                    |                    |
|  | Barbados    | Porto Rico  | 0      | 0           |                    |                    |  |  |                    |                    |
|  | Barbados    |             |        | 0           |                    |                    |  |  |                    |                    |
|  | Porto Rico  | 3           |        |             |                    |                    |  |  |                    |                    |
|  | Porto Rico  | 3           | Cuba   | 3           |                    |                    |  |  |                    |                    |
|  |             |             | Cuba   | 3           |                    |                    |  |  |                    |                    |
|  |             | Canada      | 0      |             |                    |                    |  |  |                    |                    |
|  | -           | Canada      | 0      | -           |                    |                    |  |  |                    |                    |
|  | -           |             |        | -           |                    |                    |  |  |                    |                    |
|  | -           | -           |        |             |                    |                    |  |  |                    |                    |
|  | -           | -           | Canada | 3           | Finale 3º/4º posto | Finale 3º/4º posto |  |  |                    |                    |
|  |             |             | Canada | 3           | Finale 3º/4º posto | Finale 3º/4º posto |  |  |                    |                    |
|  |             | Stati Uniti | 2      |             |                    |                    |  |  |                    |                    |
|  | Stati Uniti | Stati Uniti | 2      | 3           | Porto Rico         | 0                  |  |  |                    |                    |
|  | Stati Uniti |             |        | 3           | Porto Rico         | 0                  |  |  |                    |                    |
|  | El Salvador | 0           |        | Stati Uniti | 3                  |                    |  |  |                    |                    |
|  | El Salvador | 0           |        |             | 3                  |                    |  |  |                    |                    |
|  |             |             |        |             |                    |                    |  |  |                    |                    |
|  |             |             |        |             |                    |                    |  |  |                    |                    |

#### Finale 9º posto
| 1º agosto 2014 Palacio de los Deportes, San Salvador Durata: 1h:09 - Spettatori: 150 | Honduras | 3 - 0 | Saint Lucia | 25-10, 25-10, 25-19 |

#### Quarti di finale
| 1º agosto 2014 Palacio de los Deportes, San Salvador Durata: 1h:14 - Spettatori: 450 | Stati Uniti | 3 - 0 | El Salvador | 25-15, 25-21, 25-18 |
| 1º agosto 2014 Palacio de los Deportes, San Salvador Durata: 1h:11 - Spettatori: 500 | Barbados    | 0 - 3 | Porto Rico  | 13-25, 18-25, 12-25 |

#### Finale 7º posto
| 2 agosto 2014 Palacio de los Deportes, San Salvador Durata: 1h:11 - Spettatori: 100 | Messico | 3 - 0 | Honduras | 25-17, 25-15, 25-20 |

#### Semifinali
| 2 agosto 2014 Palacio de los Deportes, San Salvador Durata: 2h:13 - Spettatori: 750 | Canada | 3 - 2 | Stati Uniti | 23-25, 25-14, 20-25, 25-22, 15-9 |
| 2 agosto 2014 Palacio de los Deportes, San Salvador Durata: 1h:19 - Spettatori: 800 | Cuba   | 3 - 0 | Porto Rico  | 25-19, 25-18, 25-19              |

#### Finale 5º posto
| 3 agosto 2014 Palacio de los Deportes, San Salvador Durata: 1h:48 - Spettatori: 350 | El Salvador | 3 - 1 | Barbados | 25-21, 21-25, 25-18, 25-22 |

#### Finale 3º posto
| 3 agosto 2014 Palacio de los Deportes, San Salvador Durata: 1h:31 - Spettatori: 500 | Stati Uniti | 3 - 0 | Porto Rico | 26-24, 25-19, 27-25 |

#### Finale
| 3 agosto 2014 Palacio de los Deportes, San Salvador Durata: 1h:28 - Spettatori: 1 200 | Canada | 0 - 3 | Cuba | 27-29, 21-25, 21-25 |

## Classifica finale
| Pos     | Squadra     | Rosa |
| ------- | ----------- | --- |
| Oro     | Cuba        | Formazione: 2 Romero, 3 Calvo, 4 Sosa, 6 Montes De Oca, 8 Gutiérrez, 12 Alfonso, 15 Salazar, 17 Chapman, 20 Uriarte, 21 Jimeno, 22 Rendón, CT: Pimienta                      |
| Argento | Canada      | Formazione: 1 Chancy, 2 Koppers, 3 Nickifor, 4 Scheerhoorn, 5 Coleman, 6 Jackson, 7 Phillips, 10 Hobern, 11 Colpitts, 12 Richards, 13 Ardron, 14 Schriemer, CT: Barrett      |
| Bronzo  | Stati Uniti | Formazione: 2 Benesh, 3 Blough, 5 Dagostino, 6 Kindem, 7 Enriques, 8 Fa'agata-Tufuga, 9 Fey, 12 Jendryk, 13 Perinar, 14 Plaisted, 15 Rakestraw, 16 Sander, CT: Friend        |
| 4       | Porto Rico  | Formazione: 2 Hernández, 3 Rosado, 4 Iglesias, 6 Cruz, 7 López, 8 Molina, 9 Negrón, 12 Calderón, 13 Martínez, 15 Santiago, 16 Pérez, 18 Rivera, CT: Avilés                   |
| 5       | El Salvador | Formazione: 3 Gil, 4 Rivas, 6 Mejía, 7 Platero, 8 Vargas, 9 Carranza, 10 Recinos, 12 Henríquez, 13 Rodríguez, 14 Zelaya, 17 Valdéz, 18 Santacruz, CT: Rivera                 |
| 6       | Barbados    | Formazione: 1 Jordan, 2 Wood, 3 Cyrus, 4 Packer, 5 Niles, 6 Seale, 8 Stapleton, 10 Hinds, 12 Bishop, 15 Holder, 16 Doughty, 17 Goodridge, CT: Stuart                         |
| 7       | Messico     | Formazione: 3 Castro, 4 Mejia, 5 Estrella, 6 Garay, 8 Moraila, 9 Acosta, 10 Ugalde, 11 Molano, 13 Martínez, 15 Aranda, 16 Olvera, 17 Bojórquez, CT: Porras                   |
| 8       | Honduras    | Formazione: 1 Flores, 2 Arellano, 3 Reyes, 5 Irías, 6 Arriola, 7 Massu, 8 Watler, 9 Thompson, 11 Ávila, 12 Napky, 13 Castillo, 14 Solis, CT: Martínez                        |
| 9       | Saint Lucia | Formazione: 1 Ferdinand, 6 Augier, 7 St. Jean, 10 President, 11 Faulkner, 12 Norville, 13 Simon, 14 Francois, 15 Richards, 16 Lionel, CT: Germain                            |
| 10      | Nicaragua   | Formazione: 1 Sánchez, 2 Duarte, 3 D. García, 4 J. Castillo, 5 Espinoza, 6 Orozco, 7 B. García, 8 Villagran, 9 Cubillo, 10 M. Castillo, 11 Barrios, 12 Fenley, CT: Hernández |

|  |  |  | Qualificate al campionato mondiale 2015 |

## Premi individuali
| Premio                | Nome            | Squadra     |
| --------------------- | --------------- | ----------- |
| MVP                   | Ricardo Calvo   | Cuba        |
| Miglior realizzatore  | Samuel Valdéz   | El Salvador |
| Miglior servizio      | Abrahan Alfonso | Cuba        |
| Miglior difesa        | Juan Napky      | Honduras    |
| Miglior ricevitore    | Juan Napky      | Honduras    |
| Miglior palleggiatore | Ricardo Calvo   | Cuba        |
| Miglior opposto       | Samuel Valdéz   | El Salvador |
| Miglior schiacciatore | Osmany Uriarte  | Cuba        |
| Miglior schiacciatore | Brandon Koppers | Canada      |
| Miglior centrale      | José Mejía      | El Salvador |
| Miglior centrale      | Luis Sosa       | Cuba        |
| Miglior libero        | Juan Napky      | Honduras    |